# Robinson: The Journey
Robinson: The Journey est un jeu vidéo de type walking simulator en réalité virtuelle développé et édité par Crytek, sorti en 2016 sur Windows et PlayStation 4.

## Accueil
- Jeuxvideo.com : 15/20[1]